# Boston crab
Boston Crab é um golpe de wrestling profissional, que geralmente leva ao adversário pedir submissão.
Este movimento do wrestling consiste em a colocação dos seus pés nos do adversário, fazendo uma chave. Ele engeancha seus dois pés nos braços do oponente e gira pondo a cara dele no chão e pisando sobre o mesmo. Lembrando que são apenas de Finalização .

## Variações

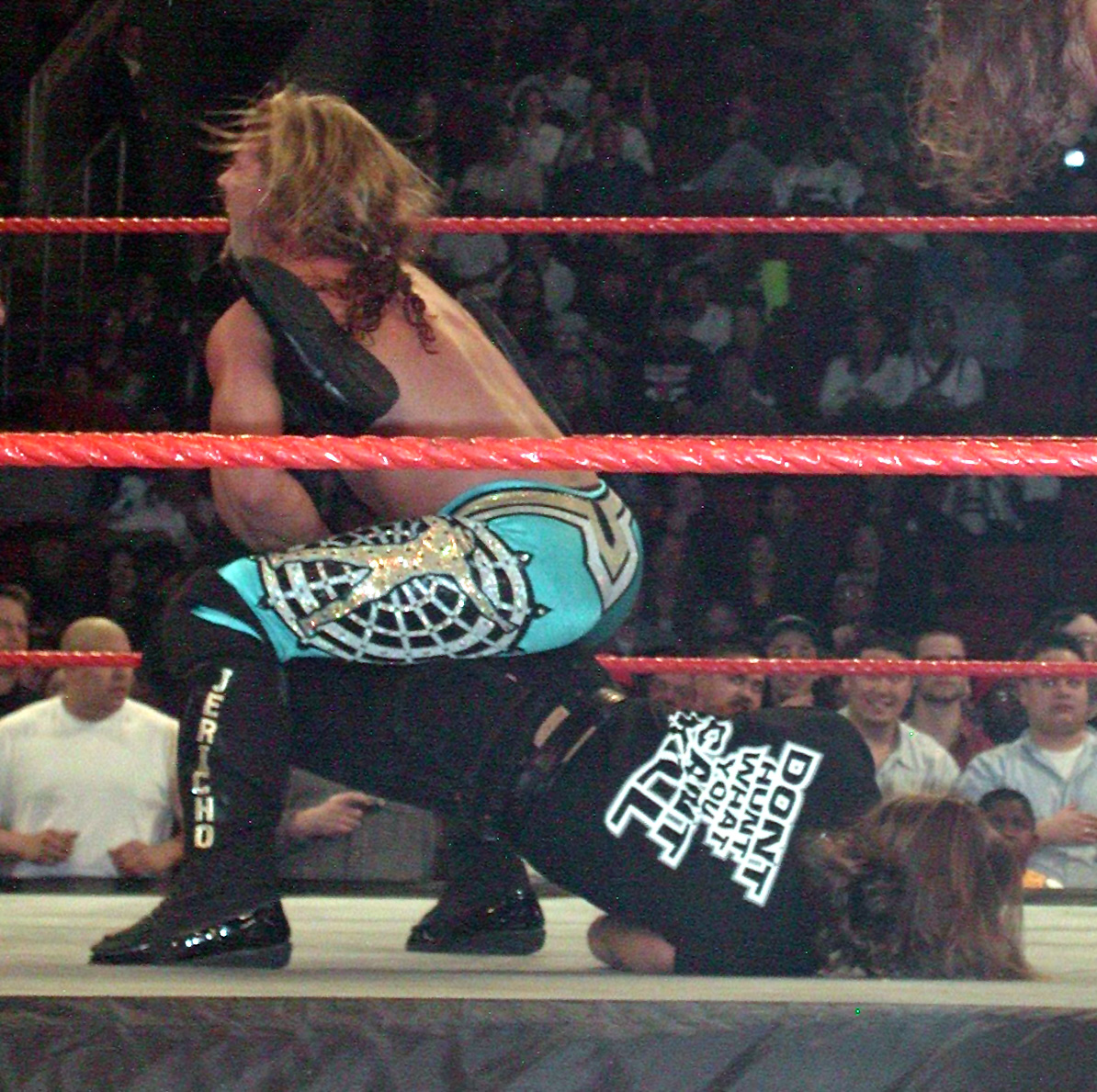
Chris Jericho com o seu Walls of Jericho (Elevated Boston crab) em Shawn Michaels.

### Elevated Boston Crab
É exatamente igual ao Boston Crab comum, porém, o usuário se levanta parcialmente, causando uma pressão maior sobre as costas do aversário. Esse movimento é usado como finisher por Chris Jericho, sendo conhecido por Walls of Jericho.

### Single Leg Boston Crab
É realizado do mesmo jeito que o Boston Crab, mas somente em uma das pernas, visando causar um estrago maior nela. Geralmente é feito após o adversário livrar uma das pernas no Boston Crab.

### Tarantula
Realizado nas cordas, por Yoshihiro Tajiri. Por utilizar as cordas esse é um golpe ilegal e deve ser desfeito durante a contagem do juiz até 5, ou o usuário é desqualificado.

### Boston Crab with Knee
Igual ao original, porém, o usuário fica em pé e coloca o joelho nas costas do oponente, enquanto ele começa a se inclinar pra baixo. O joelho causa uma alavanca que cria uma enorme pressão sobre as costas, cintura e pernas do oponente. Esse movimento era usado por Chris Jericho, sob o nome de Liontamer.